# Keiko Abe
Keiko Abe ([[安部圭子 Abe Keiko, * 1937 Tokio) este o compozitoare japoneză și virtuosă la Marimba.
1. ↑  „Keiko Abe”, Gemeinsame Normdatei, accesat în 27 aprilie 2014
2. ↑  Keiko Abe, Musicalics